# Macrochthonia
Macrochthonia is een geslacht van vlinders van de familie visstaartjes (Nolidae), uit de onderfamilie Chloephorinae.

## Soorten
- M. fervens Butler, 1881